# Лисиця звичайна

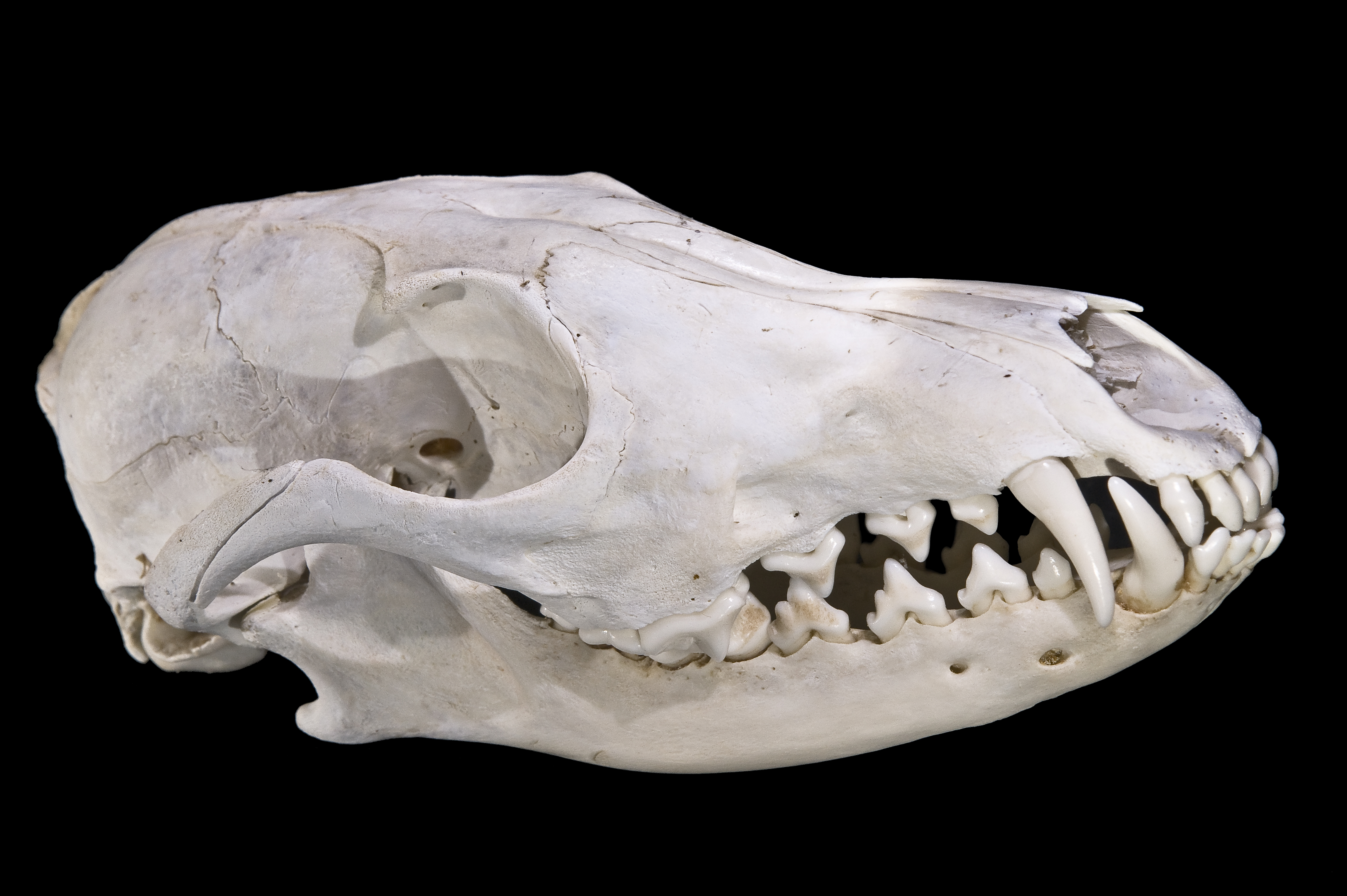
Череп Vulpes vulpes

Лисиця звичайна, або руда, лис рудий (Vulpes vulpes, syn. Vulpes fulva)  — найбільш розповсюджений та широко відомий вид роду лисиця (Vulpes) родини псових (Canidae). Це тварина з переважно рудим волосяним покривом, який на животі й горлі стає білястим, а на лапах чорнуватим. Мордочка в лисиці загострена, хвіст пухнастий, вуха настовбурчені. Цей звір м'ясоїдно-всеїдний — харчується переважно гризунами та кроликами, а також комахами, рибою й плодами рослин. Це дозволяє йому призвичаїтися до різних умов і змінювати своє харчування відповідно до середовища проживання й місяця року. Лисицю звичайну можна зустріти в таких різноманітних місцях проживання, як тундра, пустеля, ліс, центри міст, болотисті місцевості, гори, чагарники, трав'янисті місцевості, сільськогосподарські угіддя. Розмножується лисиця, залежно від місцевості, з грудня по лютий; кількість дитинчат залежить від харчових запасів навколишнього середовища. Лисиця вирощує потомство в укритті нори, а решту року вона живе майже винятково на відкритому повітрі. Потомство залишає матір восени. У неволі тривалість життя — 10–12 років, однак у дикій природі — 3 роки. Лисиця руда вважається хитрою і часто представлена такою в казках, як-от у байках Езопа; а в азійських переказах, лис постає пустотливим і наділеним чарівною силою.

## Опис
Лисиця звичайна є найбільшим видом роду: довжина тіла 455–900 мм, хвоста — 300–600 мм, маса 3–14 кг. Очі дорослих особин жовті. Здебільшого, забарвлення спини яскраво-руде, часто з невиразним темним візерунком, черево біле, іноді чорне. Забарвлення у тварин з південних частин ареалу тьмяніше. Поряд із звичайно забарвленими «вогнівками», трапляються особини з темнішим хутром: сиводушки, хрестовки, чорно-бурі. Нижня частина ніг зазвичай чорна, а хвіст часто має білий або чорний кінчик. Зрідка в природі зустрічаються альбіноси. Вуха настовбурчені, зовні чорного або коричнево-червонуватого забарвлення, а внутрішня поверхня біляста. Ніс темно-коричневий або чорний. Зубна формула: 3/3 1/1 4/4 2/3. Зубний ряд становить більше половини довжини черепа.

## Розповсюдження
Лисиця звичайна розповсюджена вельми широко: у Європі на всій території, у Північній Африці (Єгипет та Алжир, Марокко, Північний Туніс) і більшій частині Азії (від арктичної зони на південь до Північної Індії, Південного Китаю та Індокитаю), в Північній Америці від арктичної зони до північного узбережжя Мексиканської затоки. В Австралії лисиця була акліматизована і розповсюдилася на всьому континенті, за винятком деяких північних районів із вологим субекваторіальним кліматом. Лисиця трапляється від рівня моря до 4500 метрів. В Україні лисиця руда зустрічається повсюдно.
Раніше вважалось, що в Америці живе окремий вид лисиць (Vulpes fulva), але останнім часом його розглядають як підвид рудої лисиці Vulpes vulpes fulvus.

## Екологія
Забарвлення та розміри лисиць відрізняються великою географічною мінливістю; всього нараховують 40–50 підвидів, якщо не брати до уваги дрібніших форм. Загалом, якщо просуватися на північ, лисиці стають більшими та яскравішими, а на південь — дрібнішими та більш тьмяно забарвленими. У північних районах і в горах частіше зустрічаються чорно-бурі та інші меланістичні форми забарвлення лисиць.
Описане різноманіття забарвлення та розмірів лисиць, пов'язані з широтою її ареалу та великою неоднорідністю умов існування в окремих його частинах. Достатньо сказати, що лисиці заселяють, хоч і з різною щільністю, всі ландшафтно-географічні зони, починаючи з тундри та субарктичних лісів аж до степу та пустель, зокрема гірські масиви в усіх кліматичних зонах. До того ж лисиця водиться не лише в дикій природі, але й у культурних ландшафтах, а також на околицях міст, зокрема й  великих (як от Київ та Варшава; в Лондоні лисиці є вельми звичайними на околицях, а інколи з'являються і в центральній частині міста). Більш того, часом в урбанізованій місцевості, лисиці знаходять особливо сприятливе для себе середовище.
У всіх частинах свого ареалу лисиця віддає перевагу відкритій місцевості, а також місцевостям, де наявні окремі гаї, переліски, а також пагорби та яри, особливо якщо взимку сніговий покрив в них є не занадто глибоким та пухким. Через це з усіх кліматичних зон, найбільше лисиць мешкає в степовій та лісостеповій, а не в лісовій.
Лисиця є звіром достатньо осілим. У більшості районів їй невластиві постійні переселення. Вони відомі лише в тундрі, пустелях та горах. Наприклад, одна з помічених в Малоземельській тундрі (Архангельська область Росії) лисиця була потім вбита за 600 кілометрів на південний захід. Молоді звірі, що розселяються з батьківського лігва, зазвичай трапляються на відстані від 2–5 до 15–30 км від нього; найбільше досягнення на теренах України — піймання лисиці за 120 км від місця кільцювання.
Чисельність лисиць помітно коливається за роками. На її стан впливають такі чинники, як кількість гризунів, погодні умови, наявність в популяції інфекційних захворювань. У голодні роки не лише знижується плодючість самиць та виживає менша кількість цуценят, але й виникають умови, сприятливі для поширення епізоотій, які інколи охоплюють великі території. Притаманні для лисиць епізоотії — сказ, чумка собак, зуднева короста.
Ворогами для лисиці є яструбові (Accipitridae), койоти (Canis latrans), вовки (Canis lupus), ведмедеві (Ursidae), пуми (Puma concolor), люди (Homo sapiens).

## Харчування

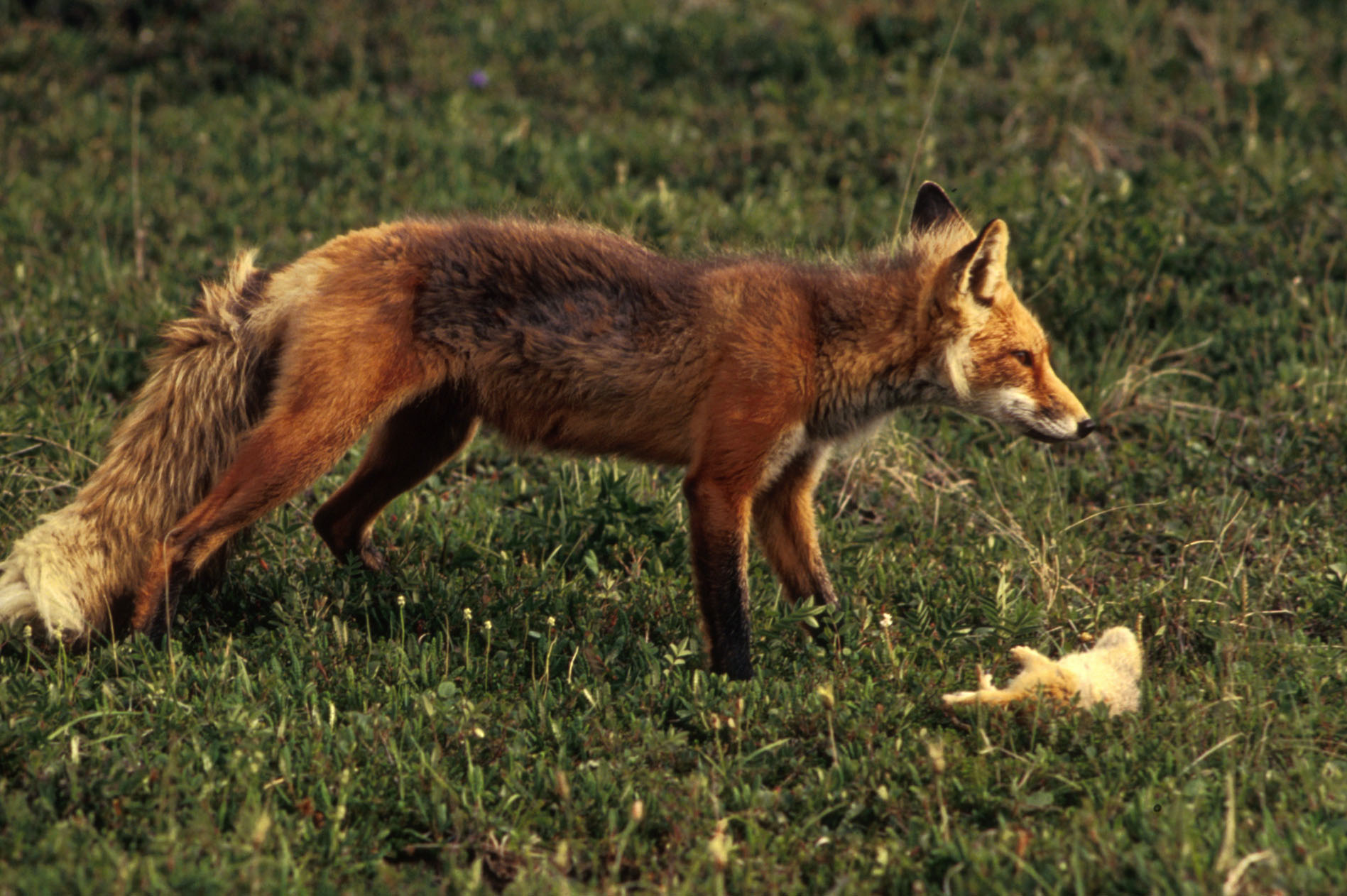
Лисиця з упольованим гризуном

Лисиця, хоч і належить до типових хижаків, має дуже різноманітний харч. Серед їжі, яку вона вживає, виявлено понад 400 видів самих лише тварин, не враховуючи кількох десятків видів рослин. Усюди основу її харчування становлять дрібні гризуни, переважно полівки. Можна сказати, що від їхнього достатку та досяжності, значною мірою залежить стан популяції цього хижака. Більші ссавці, зокрема зайці, відіграють у харчуванні значно меншу роль, хоча в деяких випадках лисиці їх цілеспрямовано ловлять, особливо зайченят, а під час заячого мору можуть поїдати трупи. Іноді великі лисиці можуть нападати на телят сарни. Птахи як пожива, для лисиці не мають такого значення, як гризуни, хоча цей хижак ніколи не втратить шанс спіймати птаха, який опинився на землі (починаючи від найменших і до найбільших, наприклад, гусок та глушців), а також спустошити кладку яєць або нельотних пташенят. Також лисиця може красти свійських птахів, але, згідно зі спостереженнями зоологів, робить це набагато рідше, ніж заведено вважати.
У пустелях та напівпустелях лисиці часто добувають плазунів. У Канаді та північно-східній Євразії лисиці, що живуть уздовж великих річок, сезонно харчуються майже на 100 % лососем, що загинув після нересту. Майже повсюди влітку лисиці з'їдають безліч жуків та інших комах. Окрім того, вони не гидують харчуватися всіляким падлом, особливо в голодні часи.
До уподобань лисиці звичайної (рудої) входять і рослини, насамперед — плоди, фрукти, ягоди, рідше вегетативні частини рослин. Вони входять до складу харчування лисиць майже всюди, але найбільше на півдні ареалу; втім, ніде вони не мають основного значення для харчування виду.

## Спосіб життя

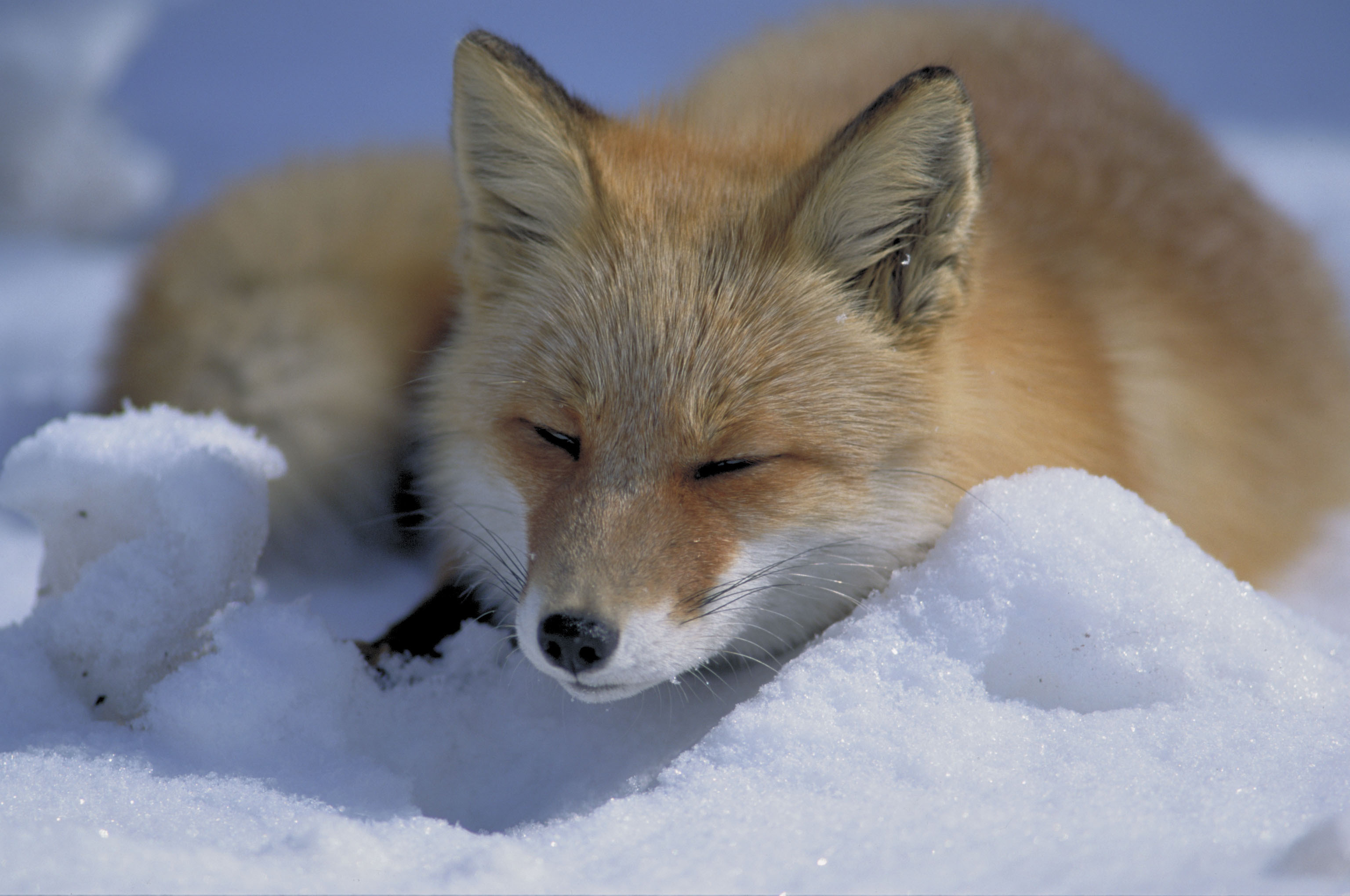
Лисиця, що спить на снігу

Особиста окрема ділянка, яку посідає пара або сім'я лисиць, має забезпечувати їх не тільки достатньою кількістю їжі, але й придатними для облаштування нір місцями. Лисиці риють їх самі, або (що трапляється часто) захоплюють нори борсуків, бабаків, песців та інших рийних тварин, пристосовуючи їх до власних потреб.
Найчастіше лисиці поселяються на схилах ярів та пагорбів, вибираючи ділянки з добре дренованим піщаним ґрунтом, захищені від підтоплення дощовими, ґрунтовими та талими водами. Навіть якщо нора викопана самостійно, не кажучи вже про борсучі, песцеві й інші, вона зазвичай має кілька вхідних отворів, що ведуть крізь більш або менш довгі ходи до гніздової камери. Інколи лисиці використовують природні сховища — печери, розколення скель, дупла дебелих упалих дерев. Здебільшого (але не завжди) житло буває добре вкритим густими заростями. Але його викривають довгі стежки, а поблизу — великі викиди ґрунту біля входів, численні залишки їжі, послід та інше. Нерідко на «містечках» лис розвиваються пишні бур'яни.
Переважно, лисиці використовують постійні сховища лише під час виховання молодих, а протягом решти року, зокрема взимку, відпочивають у відкритих лігвах в снігу або траві. Але, рятуючись від переслідування, лисиці будь-якої пори року можуть переховуватись у першій-ліпшій норі, яка трапиться в місцях їхнього мешкання.

## Розмноження

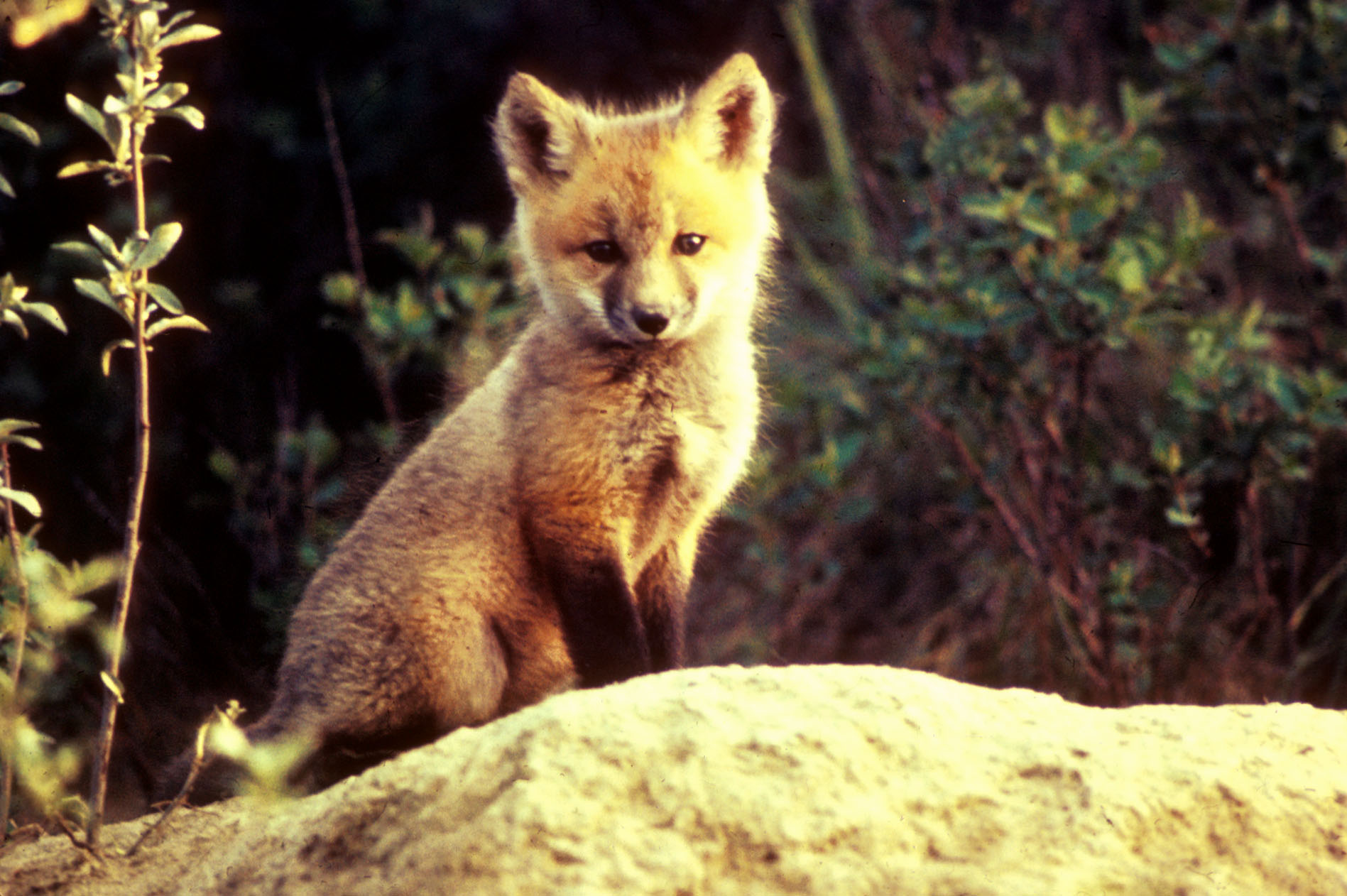
Лисеня на камені

Подібно до вовка, лисиця належить до моногамних тварин, що розмножуються лише один раз на рік. Тічка (на території України) в неї починається з грудня до лютого, і продовжується у кожної самиці лише кілька днів. Час гону та його ефективність залежать від погоди та вгодованості звірів. Бувають роки, коли до 60 % самиць лишаються без потомства.
Вагітність у лисиць продовжується 49–58 діб. У виводку налічується від 4–6 до 12–13 цуценят, вкритих темно-бурою шерстю. У двотижневому віці вони починають бачити, чути, в них прорізуються перші зуби. Півтора місяця мати годує лисенят молоком, окрім того, батьки поступово привчають їх до звичайної їжі, а також до полювання. Загалом, з часу гону до остаточного виходу лисенят з нори, проходить приблизно 6 місяців. В їхньому вихованні беруть участь обоє батьків. Цуценята, що підростають рано починають відлучатися від «дому» і часто зустрічаються далеко від нього, коли ще доволі малі. До осені вони повністю виростають і здатні жити самостійно. Деякі самиці вже з наступного року починають розмножуватися; хай там як, а лисиці досягають статевої зрілості у дворічному віці. У неволі лисиці інколи живуть 20–25 років, тоді як у природі лише кілька років.

## Поведінка

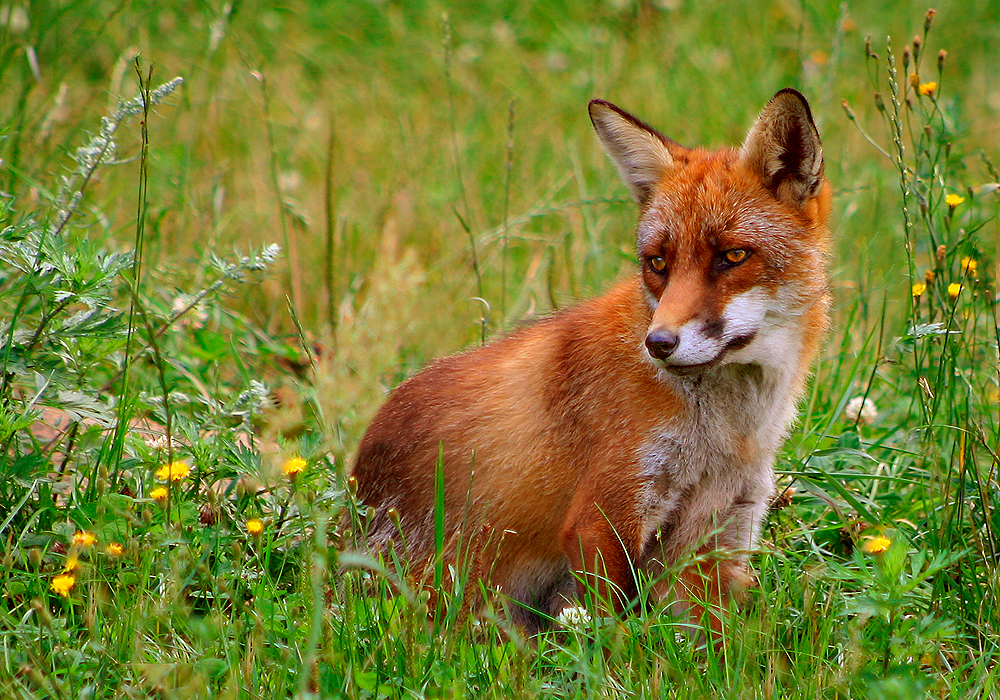
Лисиця у травах

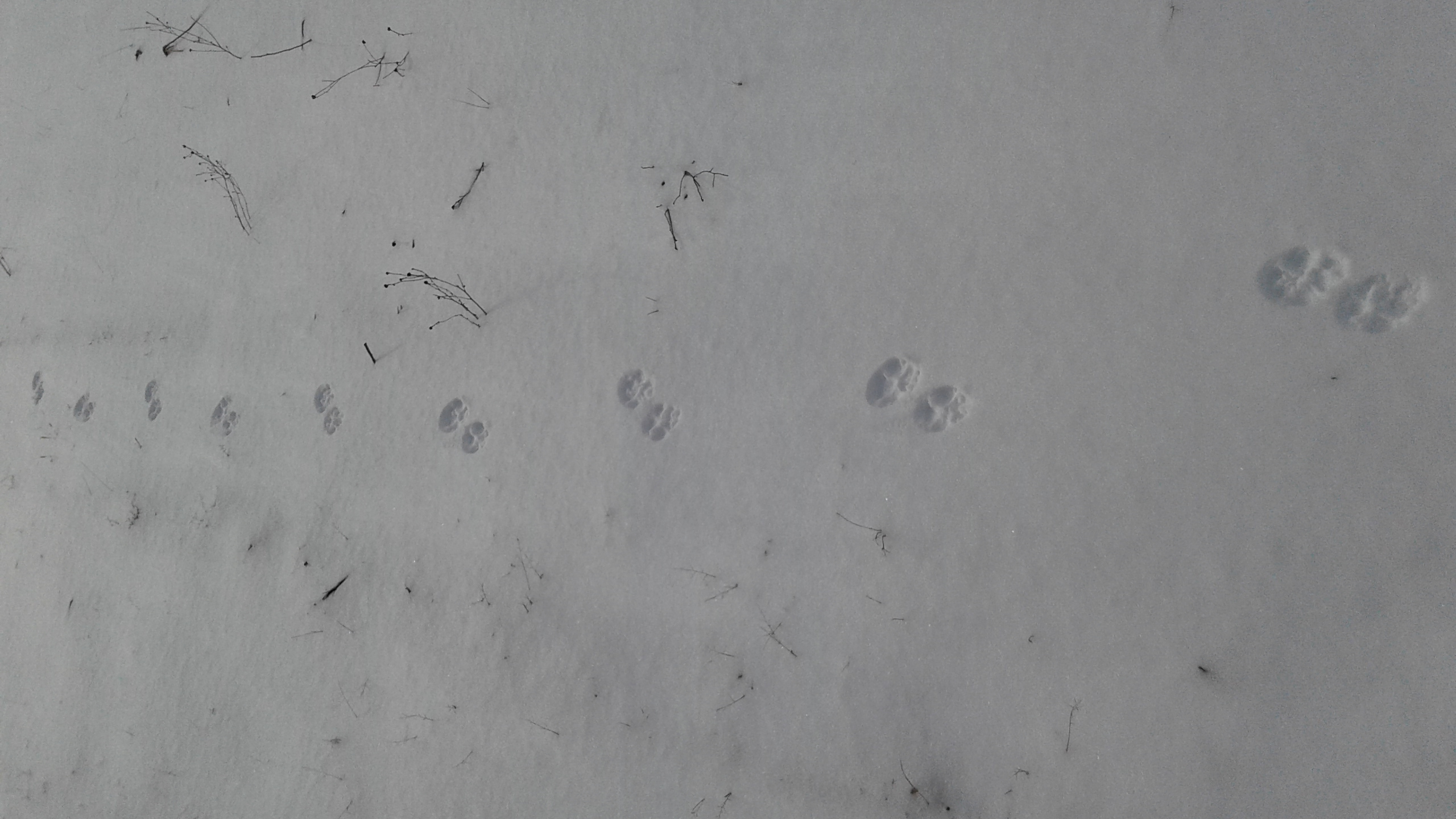
Лисиця бігла праворуч "риссю з подвоєнням" (використовується під час гону або бігу на далекі відстані) — слід задньої лапи (менший), попереду

Біжить лисиця прямою лінією, залишаючи за собою чіткий ланцюжок слідів. Налякана тварина може бігти дуже швидко, галопом або майже розпластується над землею, далеко витягнувши хвіст.
З органів чуття у лисиці найрозвиненішими є нюх та слух; зір у тварини негострий через це, наприклад, лисиця може дуже близько підійти до непорушно сидячої або стоячої людини з підвітряного боку.
Під час гону та просто, у стані збудження, лисиця видає уривистий гучний гавкіт; верещить.
У місцинах, де її не переслідують, може зустрічатися вдень, причому не виявляє занепокоєння під час зустрічі з людиною. В іншому разі, лисиця відрізняється винятковою обережністю та дивовижною здатністю переховуватись і збивати зі сліду погоню; саме тому у фольклорі багатьох народів, лисиця є втіленням хитрості та спритності. Лисиця — герой численних українських народних казок, де вона завжди кмітлива та підступна й часто вдається до різноманітних витівок: «Колобок», «Пан Коцький», «Свиня, ведмідь, лисиця та кіт», «Лисиця і журавель» та інших. Використовував образ лисиці у власних творах, і видатний український поет, науковець та письменник Іван Франко: «Лис Микита» та інші.

## Мінливість та підвиди
Свого часу дослідники описали значну кількість підвидів лисиці звичайної:
- Vulpes vulpes abietorum Merriam, 1900
- Vulpes vulpes alascensis Merriam, 1900
- Vulpes vulpes alpherakyi Satunin, 1906
- Vulpes vulpes anatolica Thomas, 1920
- Vulpes vulpes arabica Thomas, 1902
- Vulpes vulpes atlantica (Wagner, 1841)
- Vulpes vulpes bangsi Merriam, 1900
- Vulpes vulpes barbara (Shaw, 1800)
- Vulpes vulpes beringiana (Middendorff, 1875)
- Vulpes vulpes cascadensis Merriam, 1900
- Vulpes vulpes caucasica Dinnik, 1914
- Vulpes vulpes crucigera (Bechstein, 1789)
- Vulpes vulpes daurica Ognev, 1931
- Vulpes vulpes deletrix Bangs, 1898
- Vulpes vulpes dolichocrania Ognev, 1926
- Vulpes vulpes dorsalis (J. E. Gray, 1838)
- Vulpes vulpes etmarmore
- Vulpes vulpes flavescens J. E. Gray, 1843
- Vulpes vulpes fulvus (Desmarest, 1820)
- Vulpes vulpes griffithi Blyth, 1854
- Vulpes vulpes harrimani Merriam, 1900
- Vulpes vulpes hoole Swinhoe, 1870
- Vulpes vulpes ichnusae Miller, 1907
- Vulpes vulpes indutus Miller, 1907
- Лисиця якутська — Vulpes vulpes jakutensis Ognev, 1923
- Лисиця японська — Vulpes vulpes japonica J. E. Gray, 1868
- Vulpes vulpes karagan (Erxleben, 1777)
- Vulpes vulpes kenaiensis Merriam, 1900
- Vulpes vulpes kurdistanica Satunin, 1906
- Vulpes vulpes macroura Baird, 1852
- Vulpes vulpes montana (Pearson, 1836)
- Vulpes vulpes necator Merriam, 1900
- Vulpes vulpes niloticus (É. Geoffroy Saint-Hilaire, 1803)
- Vulpes vulpes ochroxantha Ognev, 1926
- Vulpes vulpes palaestina Thomas, 1920
- Vulpes vulpes peculiosa Kishida, 1924
- Vulpes vulpes pusilla Blyth, 1854
- Vulpes vulpes regalis Merriam, 1900
- Vulpes vulpes rubricosa Bangs, 1898
- Лисиця хоккайдоська — Vulpes vulpes schrenckii Kishida, 1924
- Vulpes vulpes silacea Miller, 1907
- Vulpes vulpes splendidissima Kishida, 1924
- Vulpes vulpes stepensis Brauner, 1914
- Vulpes vulpes tobolica Ognev, 1926
- Vulpes vulpes tschiliensis Matschie, 1907
- Vulpes vulpes vulpes (Linnaeus, 1758)

## Галерея

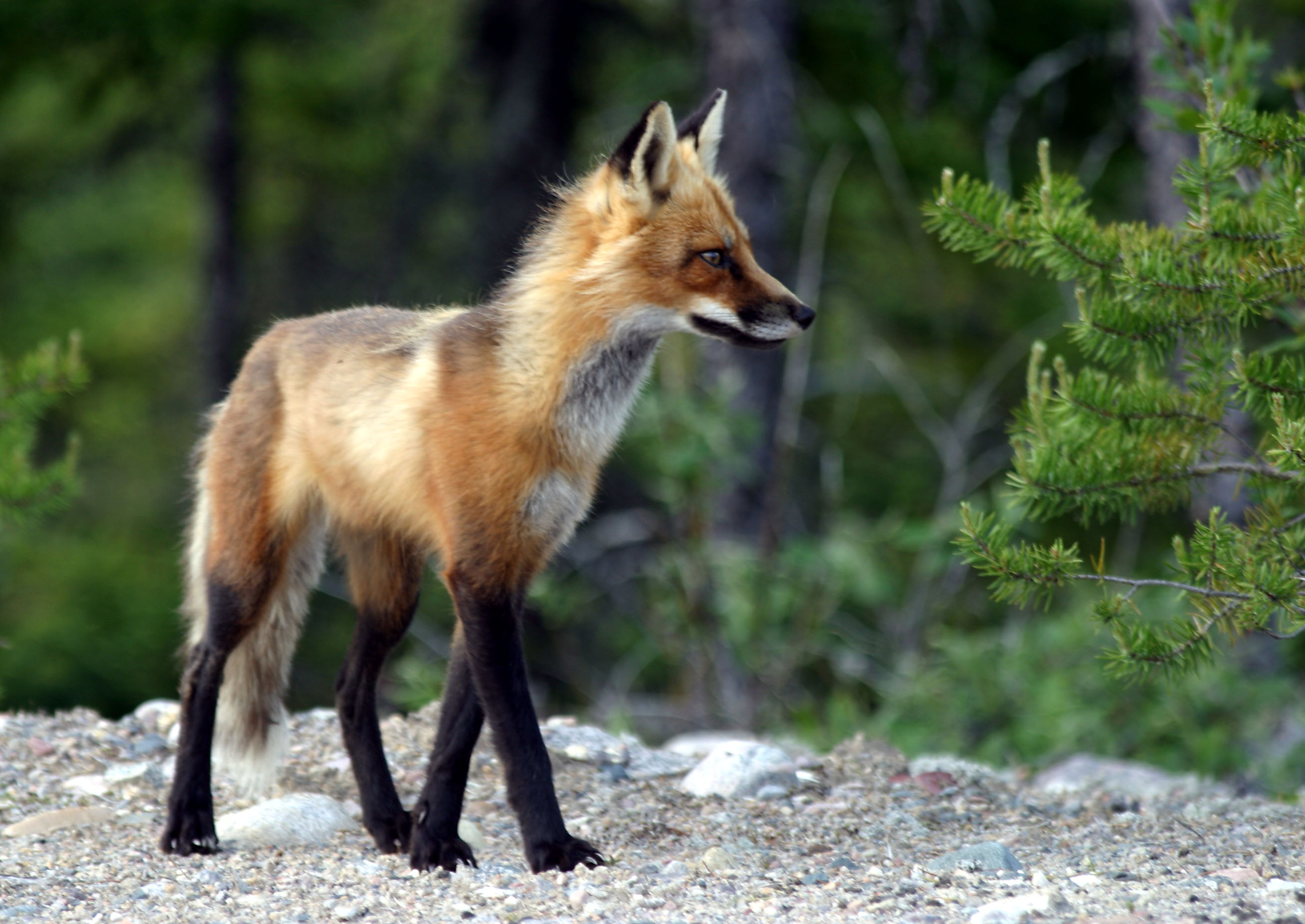
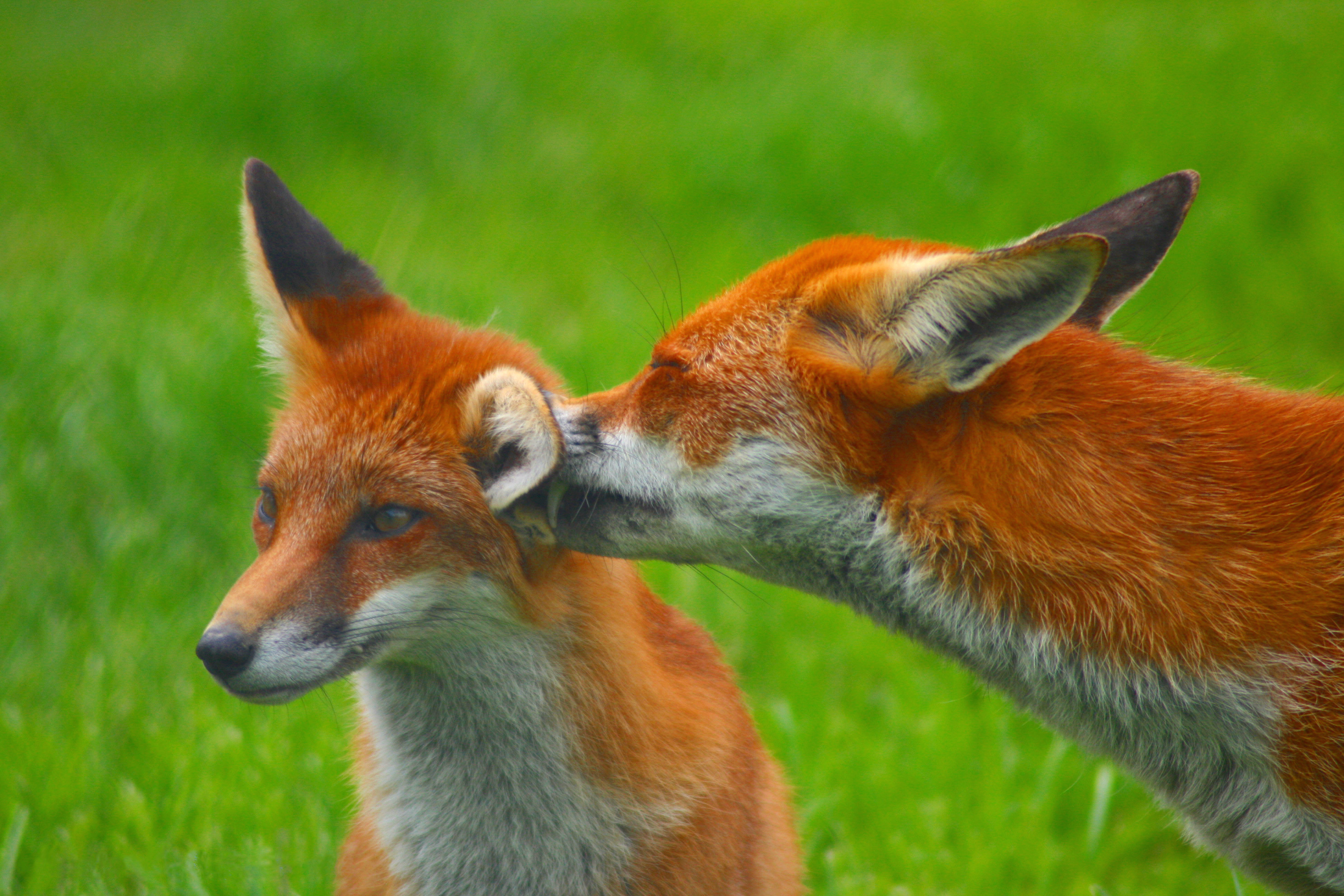
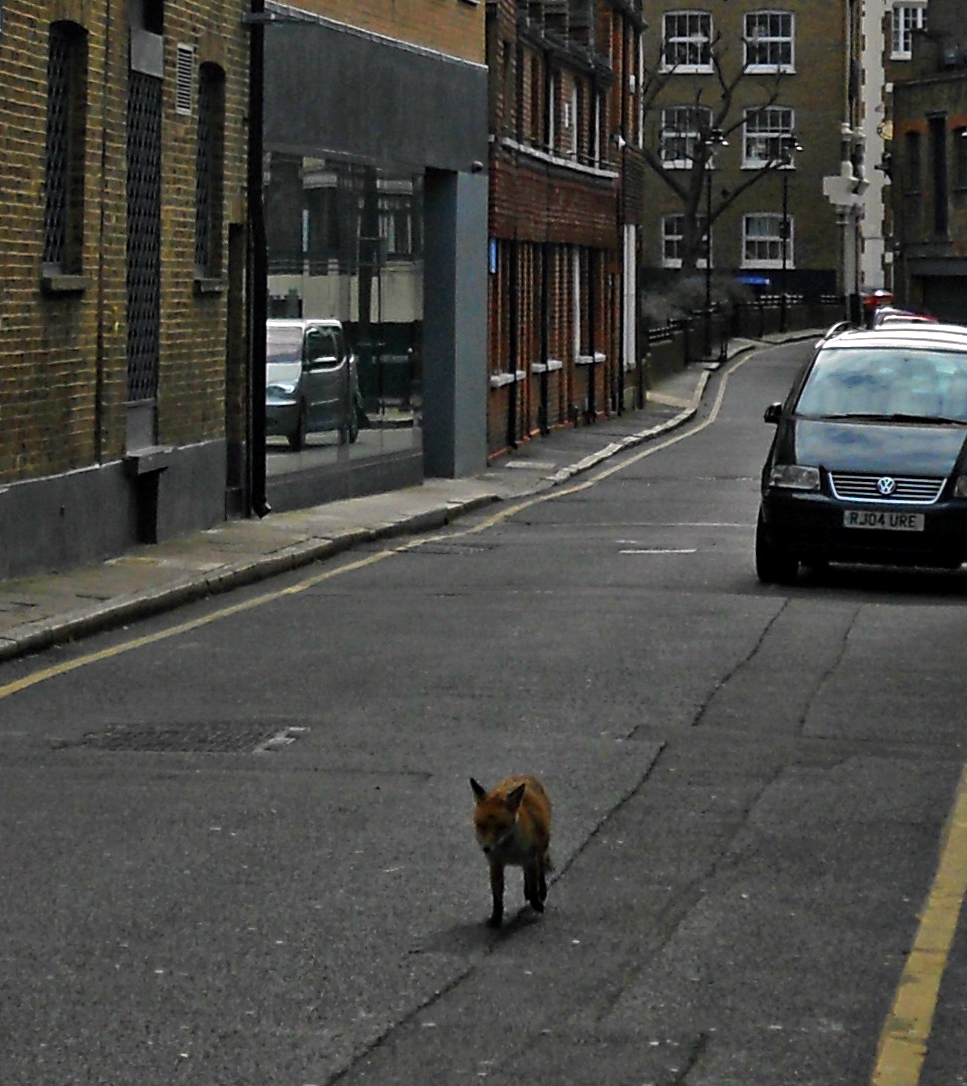
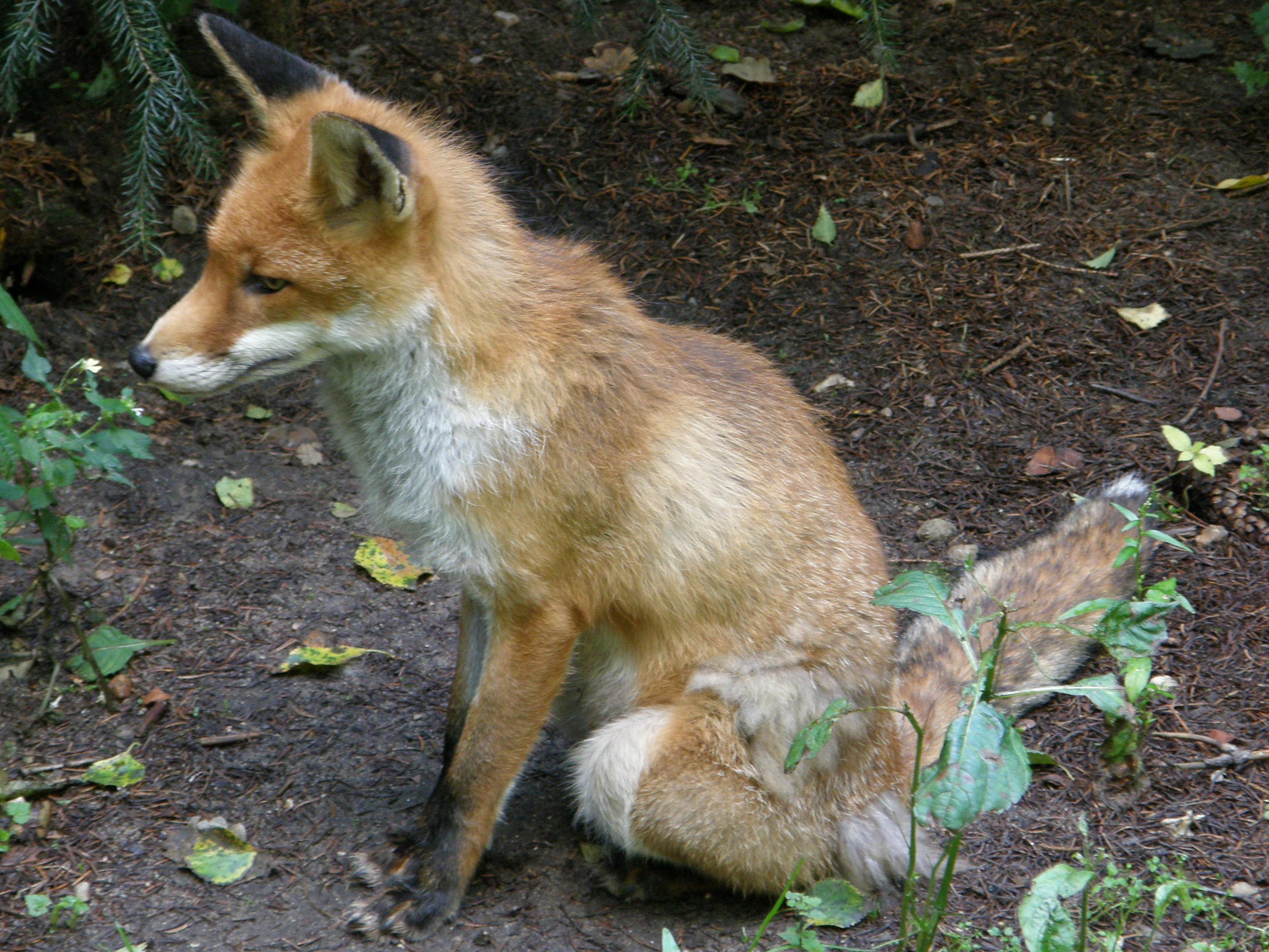
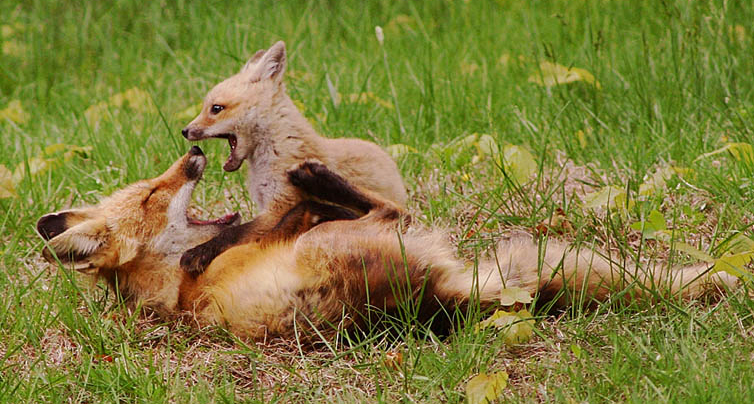
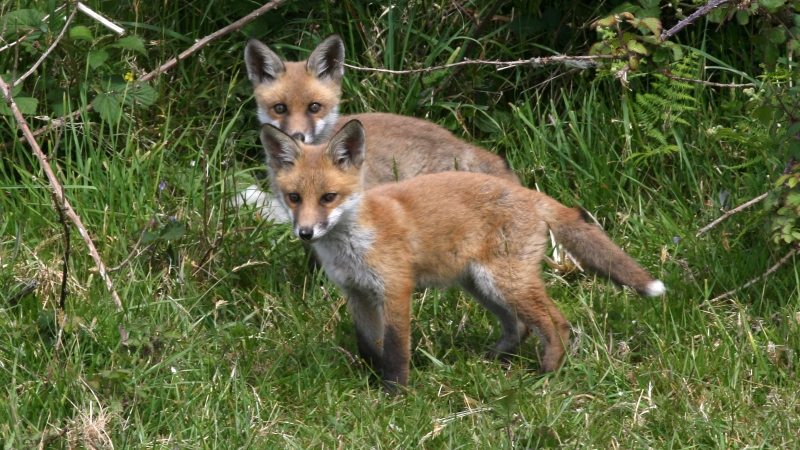
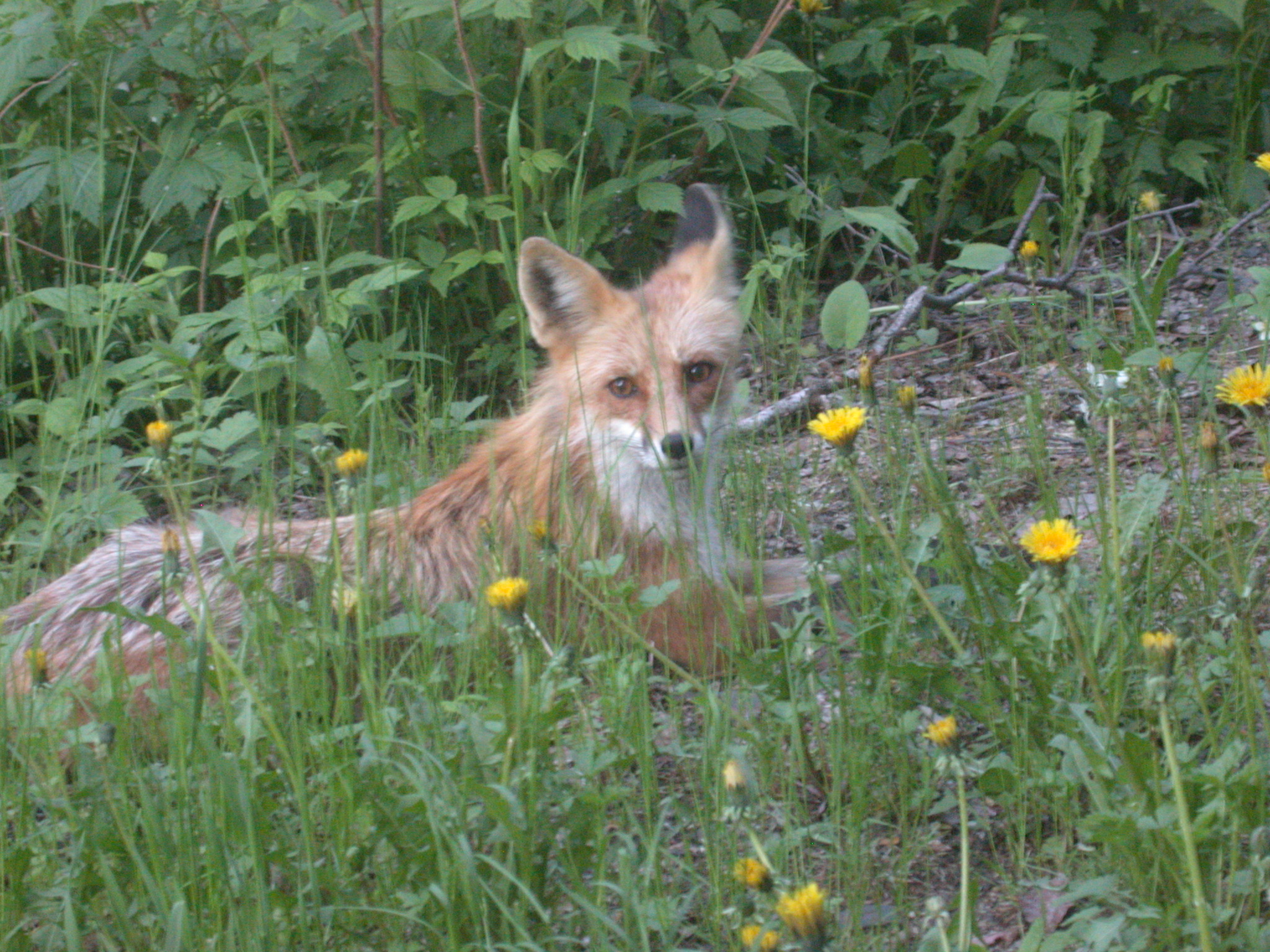
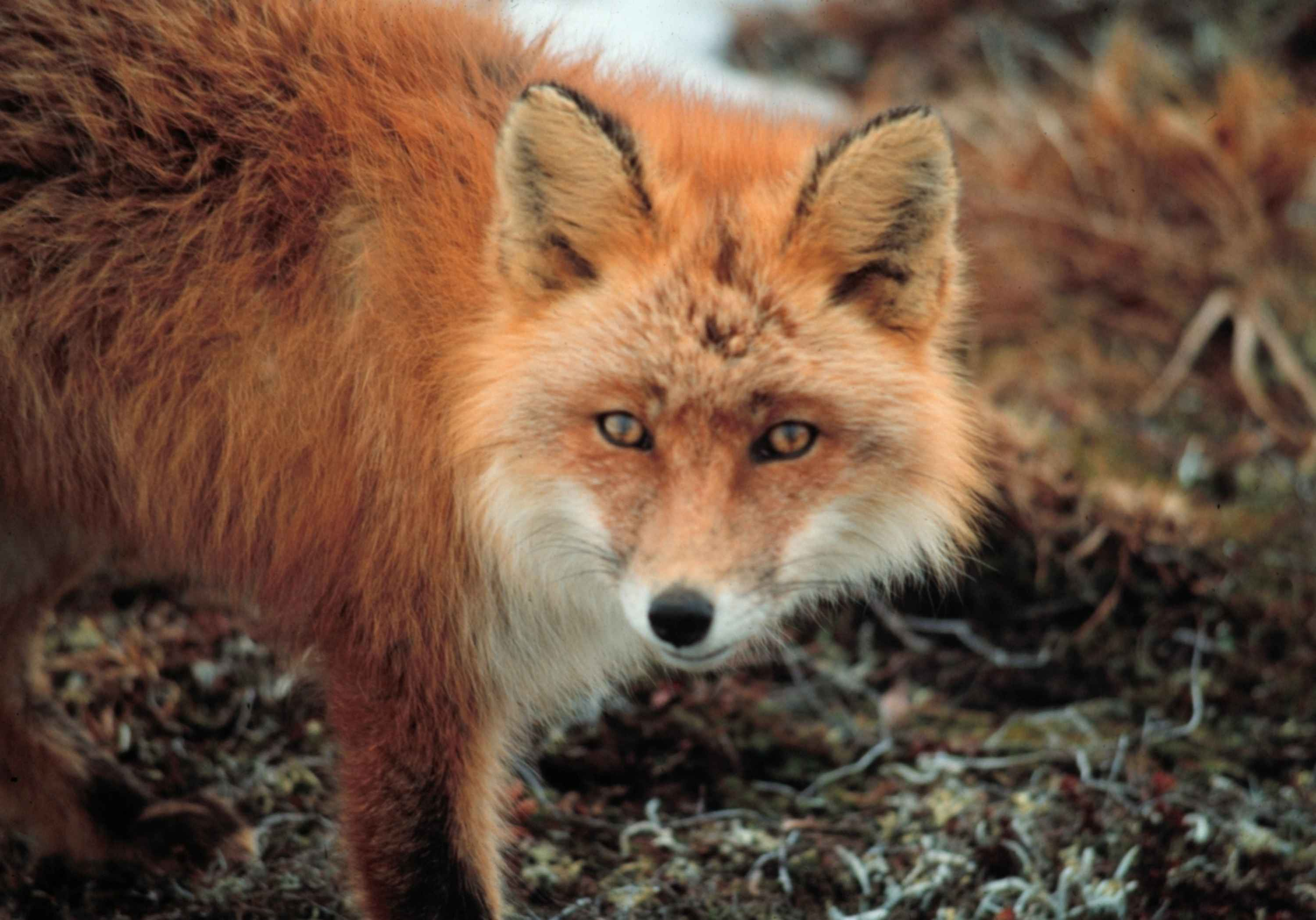
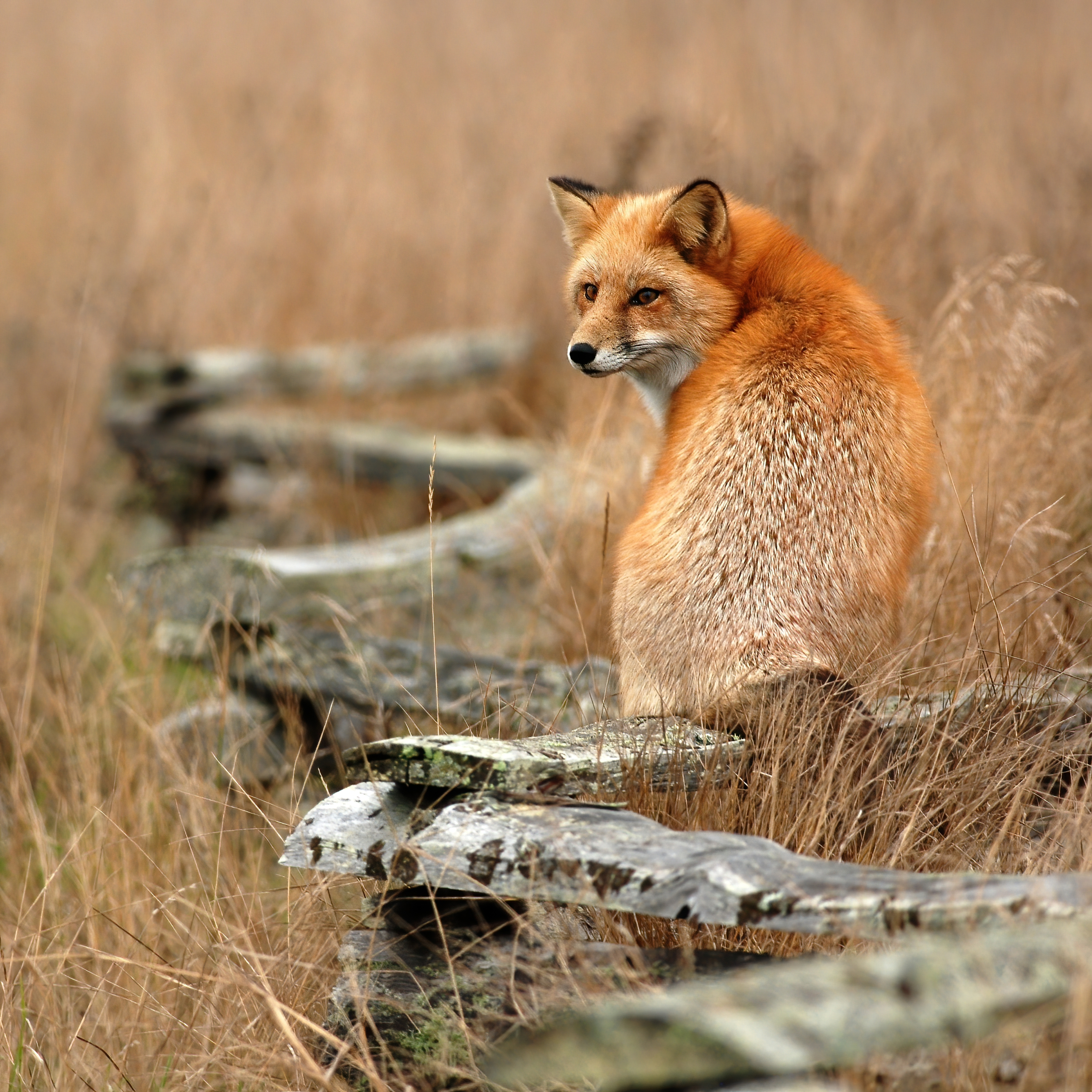
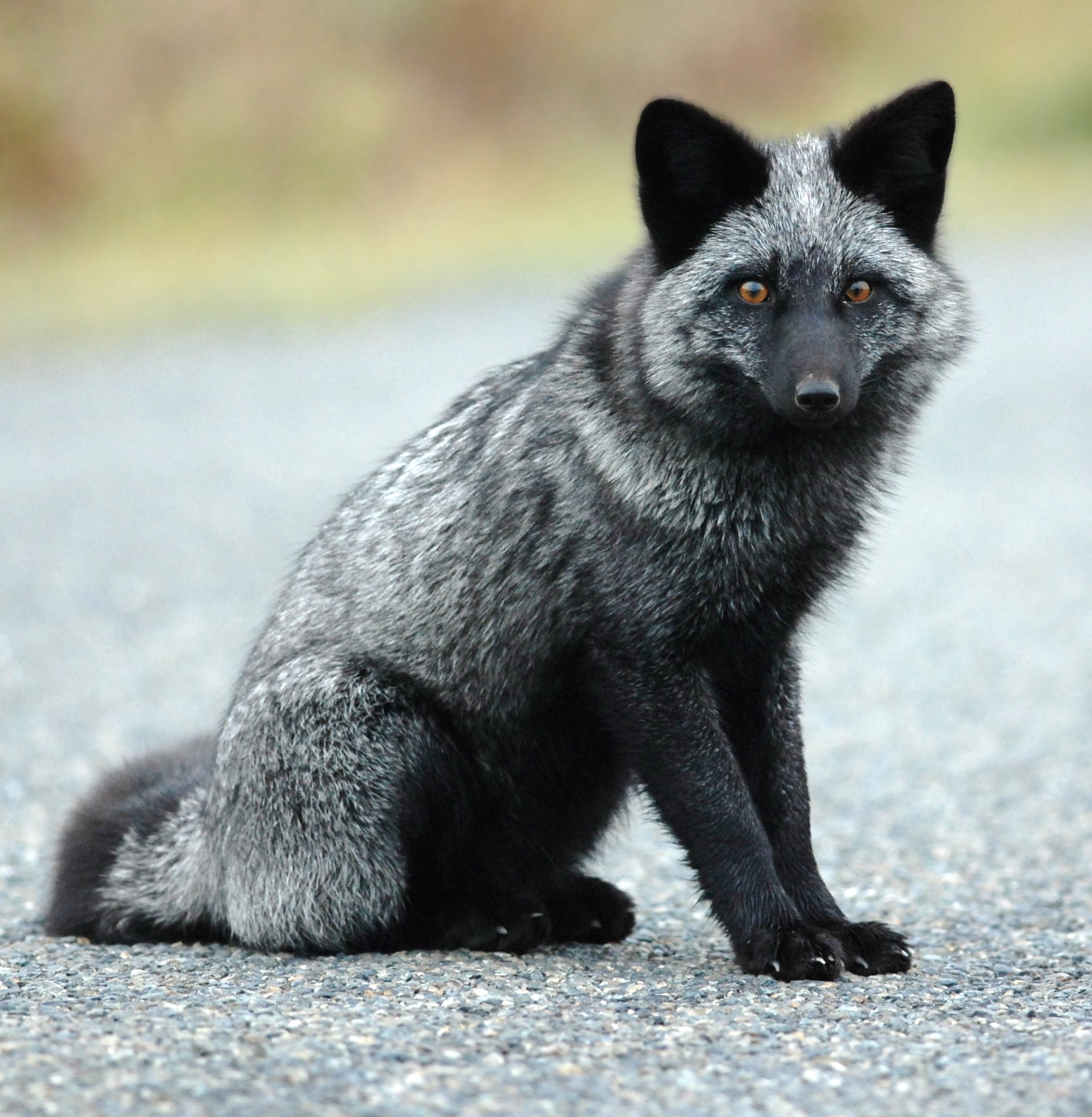
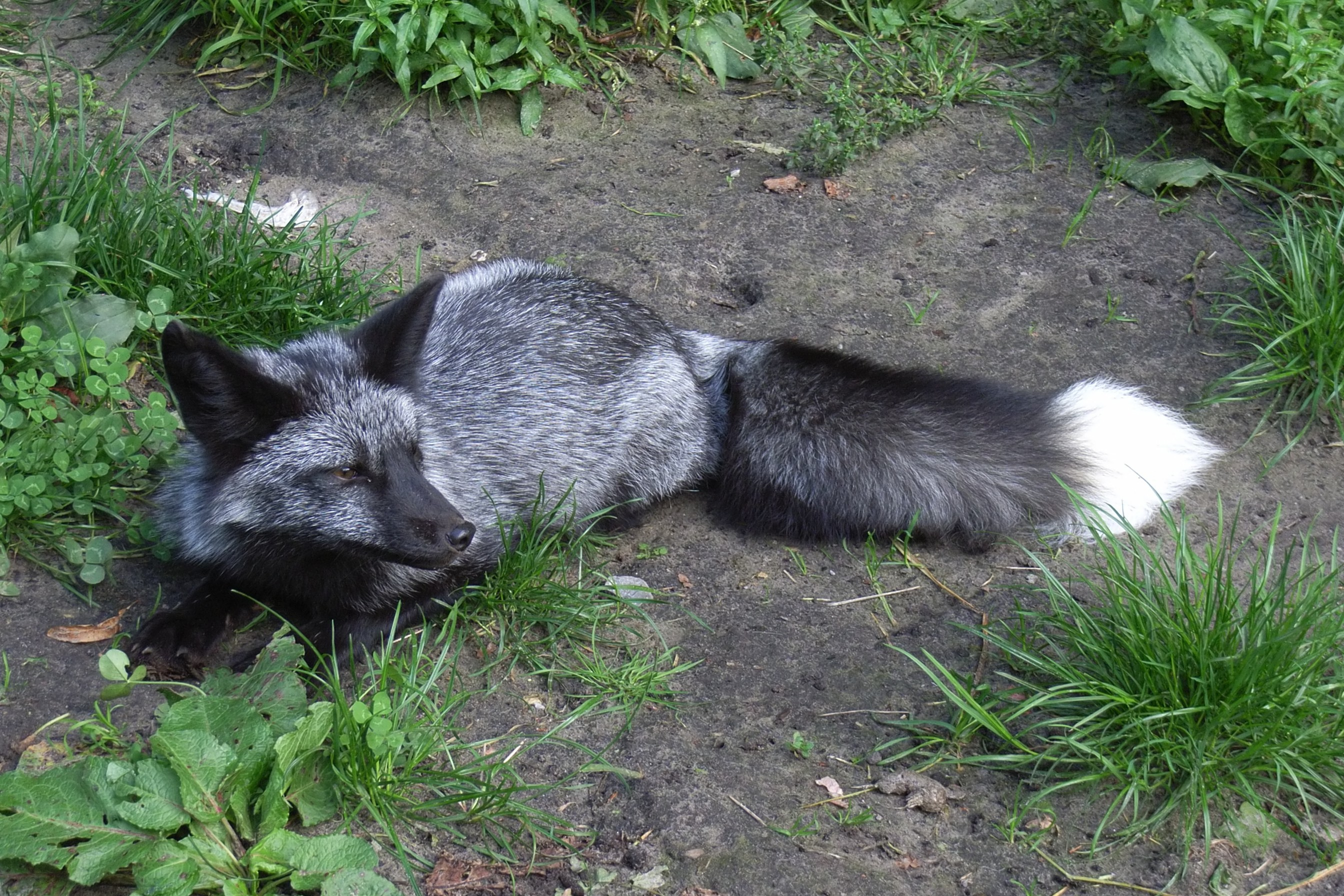
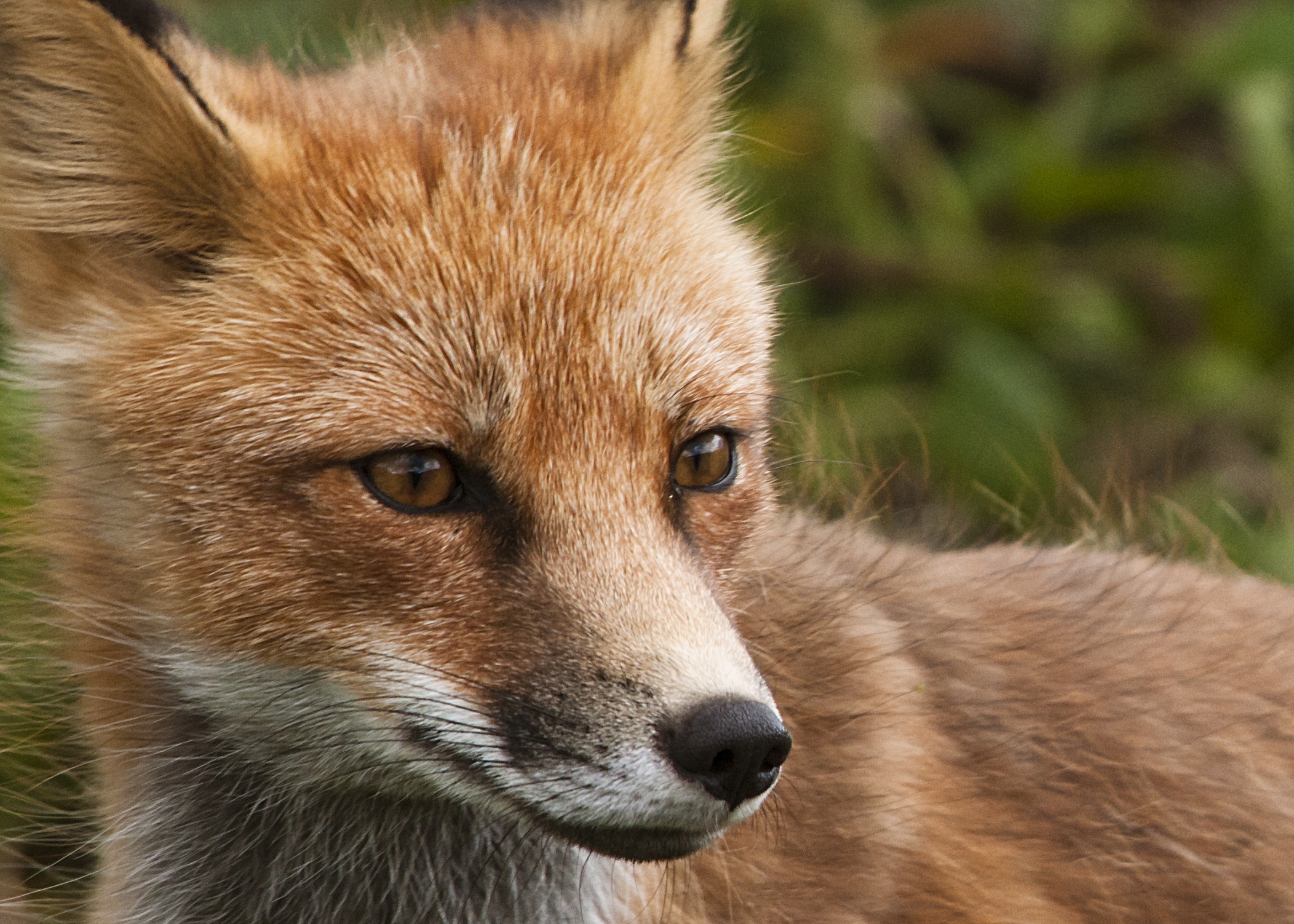
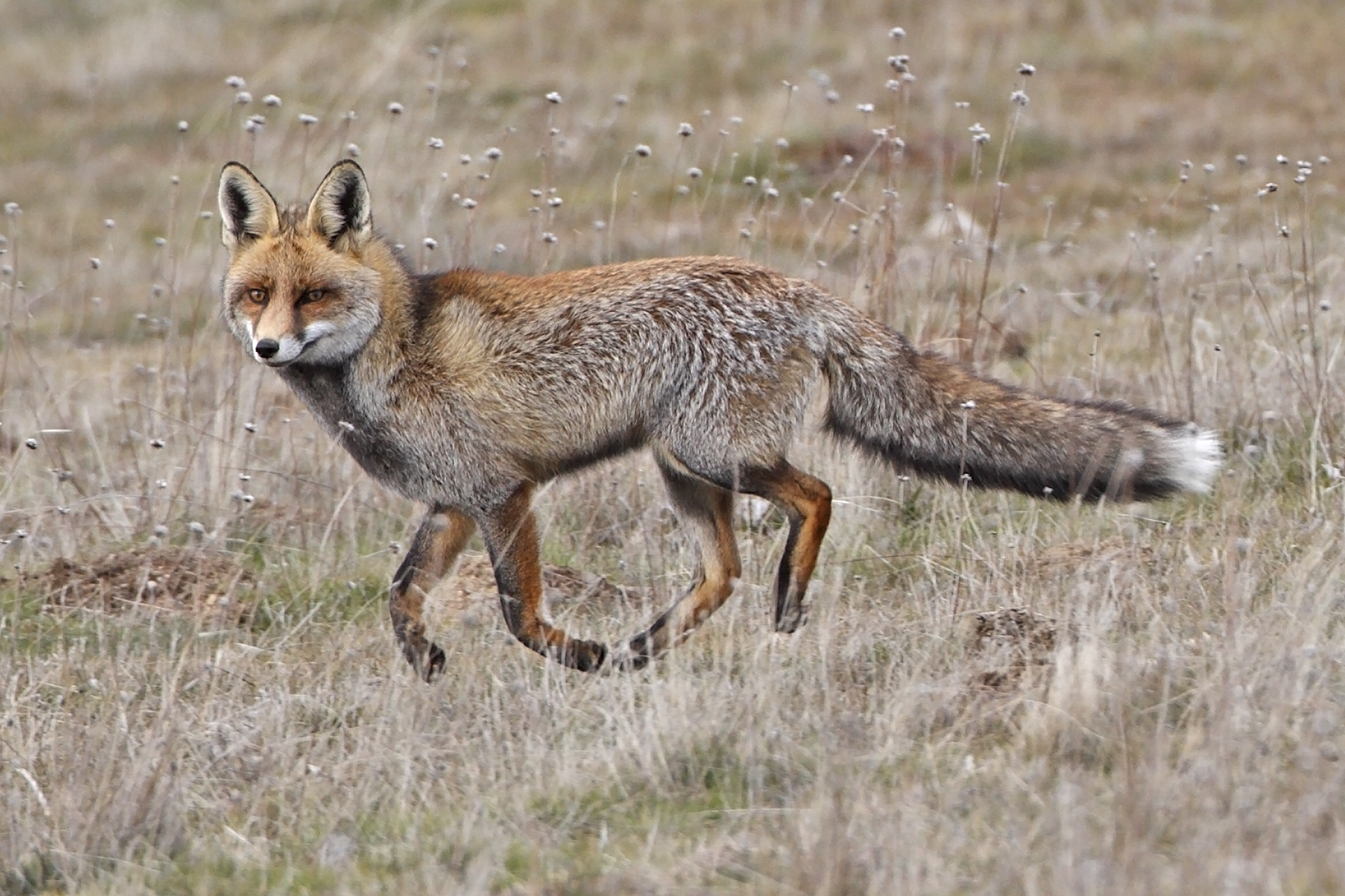
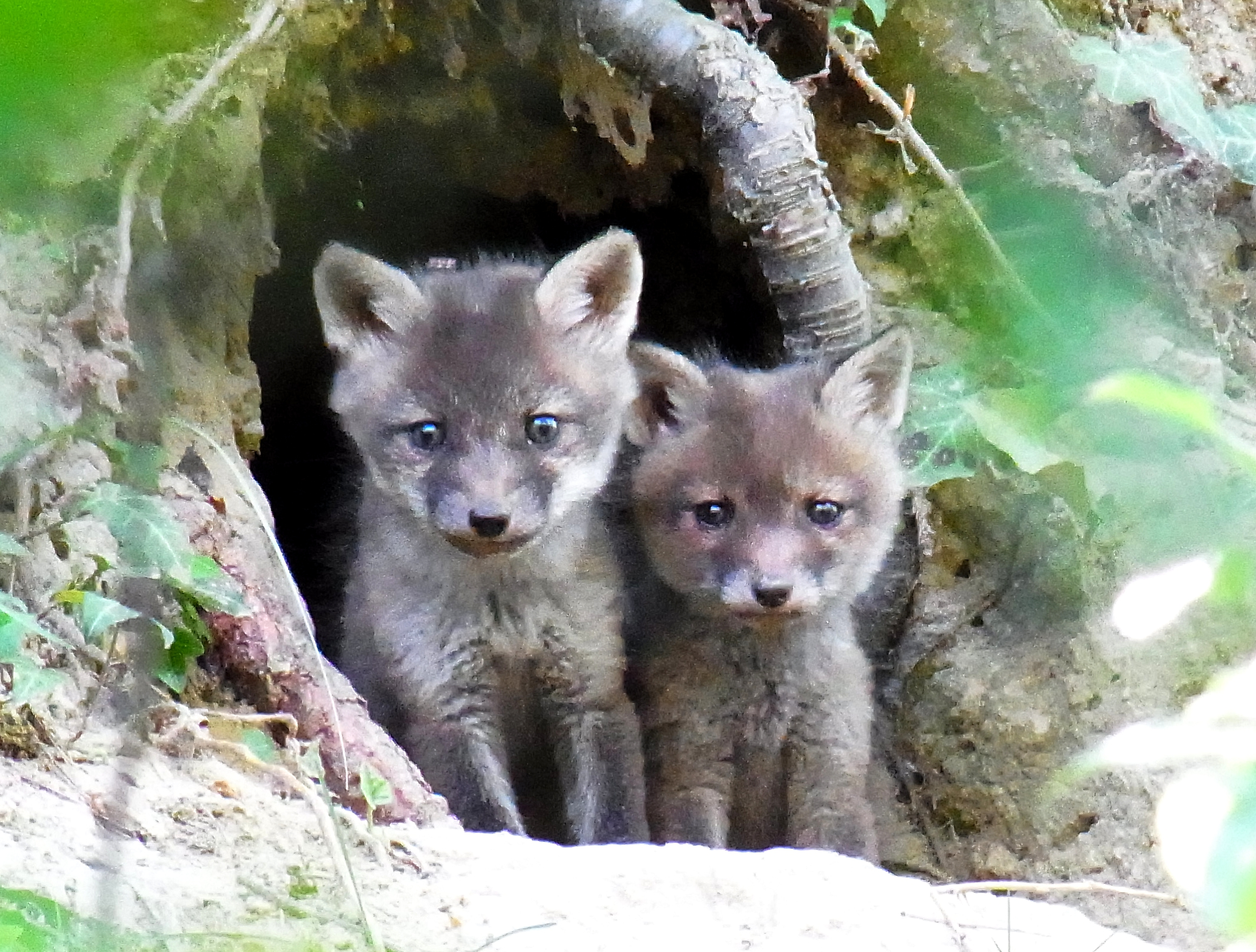